# مدرسه مدیریت مؤسسه تکنولوژی نیویورک
دانشکده مدیریت انستیتوی فناوری نیویورک (همچنین با عنوان NYITSOM نیز شناخته می‌شود ) مدرسه کسب و کار موسسه فناوری نیویورک است. دانشکده مدیریت NYIT رشته‌های تحصیلات تکمیلی، از جمله مدرک کارشناسی ارشد مدیریت بازرگانی (MBA) و مدرک کارشناسی ارشد علوم در مدیریت منابع انسانی و روابط کار (MS) را ارائه می‌دهد. این مدرسه همچنین مدارک کارشناسی بسیاری را از جمله حسابداری، مدیریت تجارت و بازاریابی در پردیس‌های خود در ایالات متحده، کانادا، چین و امارات متحده عربی ارائه می‌دهد. دانشکده مدیریت همچنین با چندین کالج و دانشگاه در سراسر جهان همکاری می‌کند و برنامه‌های مشترک، دوره‌های دو رشته‌ای، برنامه‌های تحصیل تابستانی، گزینه‌های تحصیل در خارج از کشور و تبادل دانشجو و هیئت علمی را ارائه می‌دهد. کلیه پردیس‌های داخلی و جهانی موسسه فناوری دانشکده مدیریت نیویورک مورد تأیید AACSB می‌باشند. در سال ۲۰۱۵، رشتهٔ MBA این مدرسه رتبهٔ ۱ در ایالات متحده از نظر نسبت حقوق به بدهی را از آن خود کرد. مطابق نظرسنجی SoFi، فارغ التحصیلان رشتهٔ MBA این مدرسه به‌طور متوسط سالانه ۱۲۶۰۶۸ دلار درآمد دارند و متوسط بدهی آنها ۵۰۳۰۸ دلار است.

## محوطه دانشگاه

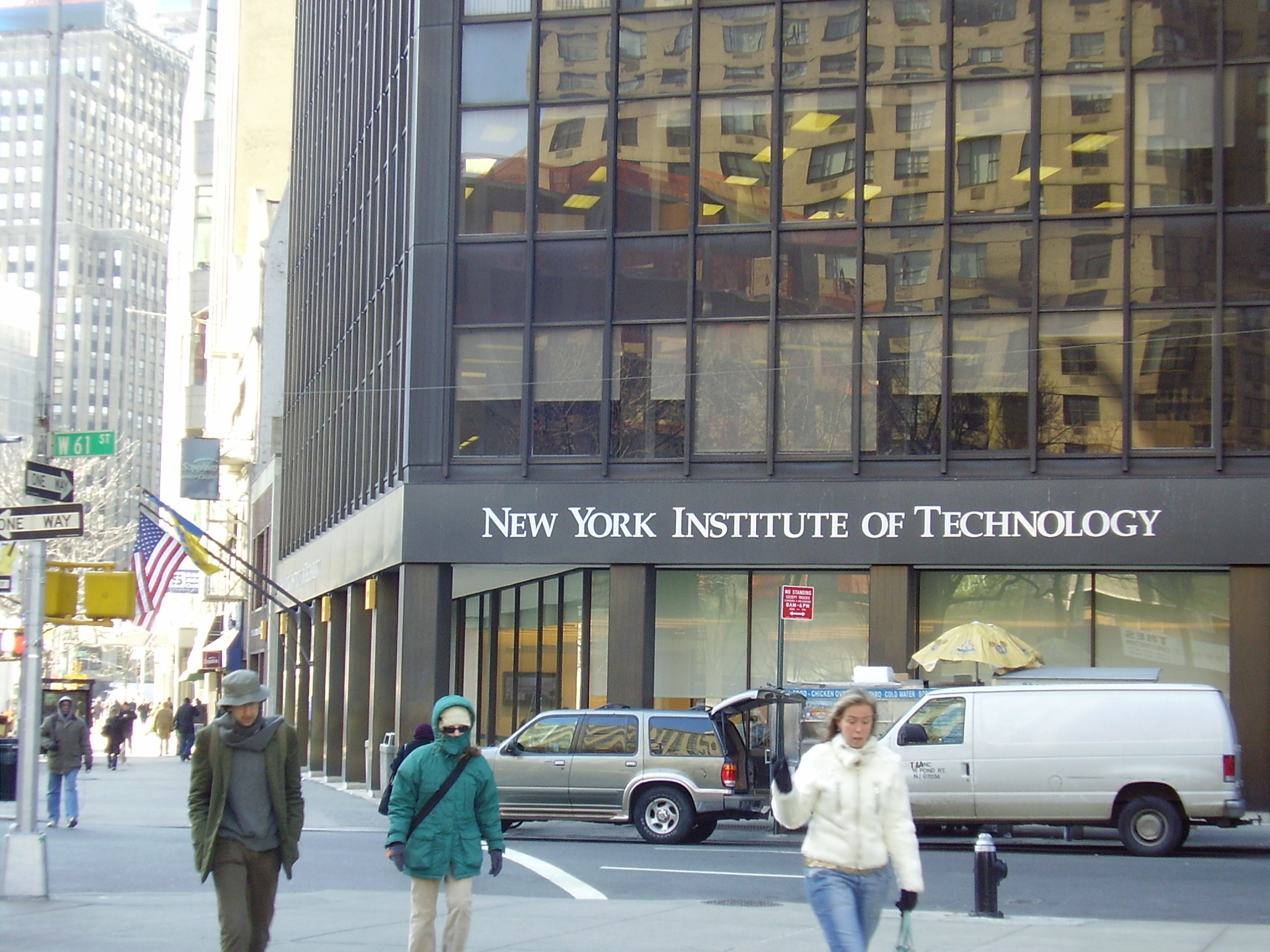
ساختمان موسسه فناوری نیویورک در محوطه دانشگاه منهتن

دانشکده مدیریت NYIT در دو پردیس دانشگاه NYIT در نیویورک واقع در Old Oldbbury و Manhattan واقع شده‌است. دانشکده مدیریت NYIT همچنین در کانادا (ونکوور)، امارات متحده عربی (ابوظبی)، چین (نانچانگ، شانگهای و پکن) شعبه دارد.

## فارغ التحصیلان مشهور
- Daisy Exposito-Ulla، مدیرعامل سابق، گروه Bravo Young &amp; Rubicam
- Arun Manansingh، مسئول ارشد اطلاعات در انجمن مراکز تجارت جهانی.[۷]
- پری جی. کافمن، بازرگان، توسعه دهنده index و نظریه‌پرداز مالی
- Monte N. Redman، رئیس‌جمهور و مدیر ارشد اجرایی و عضو هیئت مدیره شرکت مالی Astoria و شرکت تابعه آن Astoria Bank[۸]
- جان آنتیکو، مدیر عامل، Blockbuster Video، رئیس، هیئت مدیره، Red Mango
- بن وولو، مدیرعامل، LIBTELCO
- الی واچل، مدیر عامل شرکت Bear Stearns
- رابرت E. ایوانسون، رئیس‌جمهور ، انتشارات مک گرا هیل
- جیمز چیپ کلاری، رئیس‌جمهور و رئیس اصلی انجمن بین‌المللی پارک‌های تفریحی و تفریحی
- Lori Bizzoco، نویسنده، روزنامه‌نگار، مدیر سابق روابط عمومی و در حال حاضر بنیانگذار و سردبیر اجرایی CupidsPulse.com که یک وب سایت خبری مشاوره و سرگرمی است
- Sunita Holzer، معاون رئیس‌جمهور و مدیر ارشد منابع انسانی Realogy[۹]
- ریچارد جی دالی، مدیر عامل، راه حلهای مالی برادریج[۱۰]
- رزن استیشنوت، معاون رئیس‌جمهور و رئیس گروه خدمات مالی در بانک مرکزی فدرال رزرو نیویورک.[۱۱][۱۲]
- چن نینگینگ، میلیاردر خودساخته
- جوجی، خواننده، ترانه‌سرا، رپر، تهیه‌کننده، نویسنده و شخصیت سابق اینترنت و کمدین.
- جان بروکنر، رئیس شورای ملی گرید plc.[۱۳]
- آنتونی دوپری، مسئول ارشد اطلاعات و مدیر ارشد امنیت اطلاعات در CareerBuilder.[۱۴]